# Paleolítico en Japón
|  | - regiones sobre el nivel del mar   |
|  | (color blanco) - hielos permanentes |
|  | - mar                               |

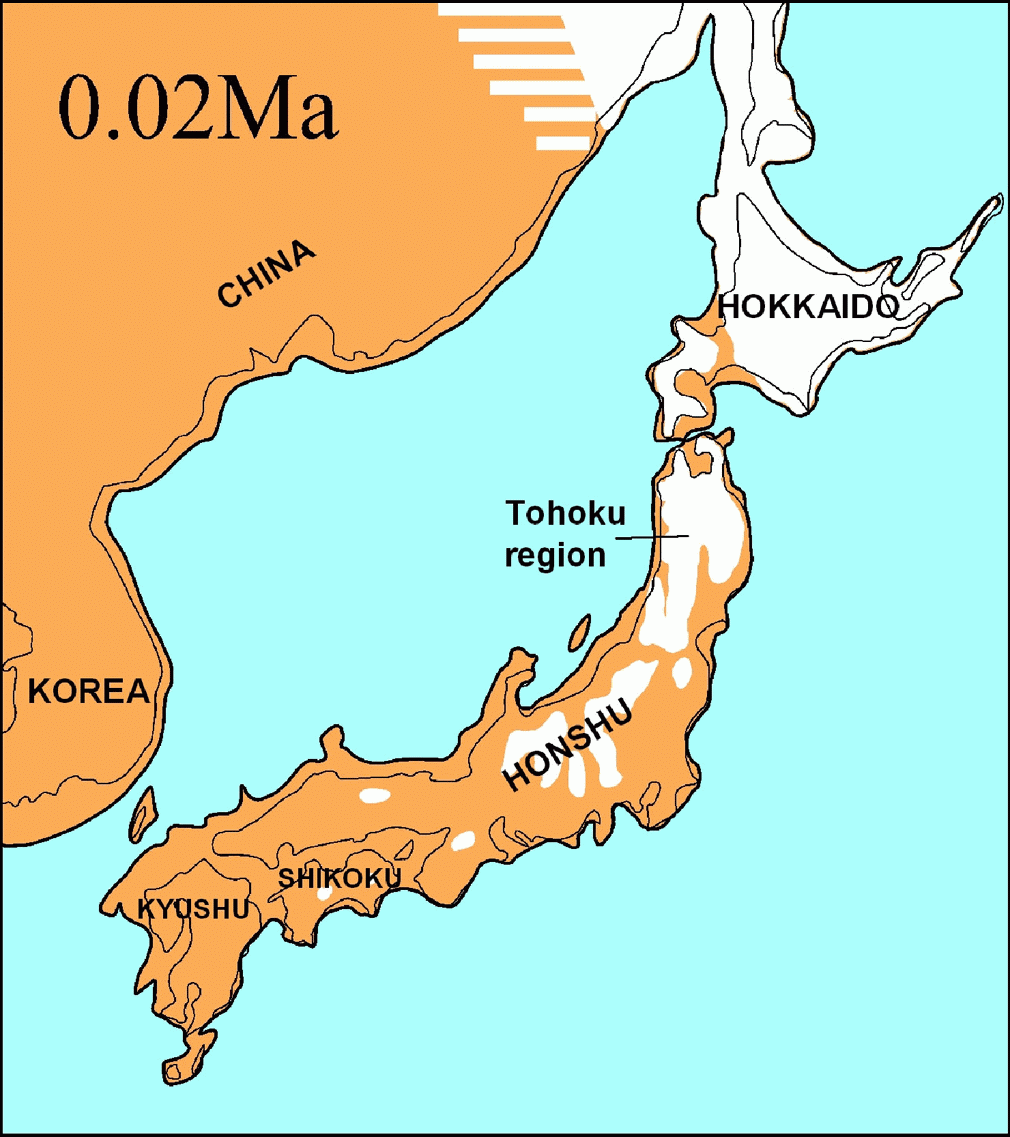
Japón en el Último Máximo Glacial en el Pleistoceno tardío, hace unos 20 milenios.
La línea negra delimita el territorio actual de Japón.

El Paleolítico japonés (旧石器时代 kyūsekki jidai?) describe el período con comienzo cercano al año 40.000 aC, época en la cual herramientas de piedra fueron utilizadas, y la cual continuó en torno al 14.000 aC, al final de la última edad de hielo, que se corresponde con el principio del período Jōmon cercano al Mesolítico. La fecha 35.000 aC es la más generalmente aceptada; otras fechas de la presencia humana antes del 30.000-35.000 aC son cuestionadas, debido a que el descubrimiento de artefactos arqueológicos que apoyen la presencia humana antes del 69.000 aC sigue siendo de dudosa autenticidad.
Los primeros huesos humanos fueron descubiertos en Hamamatsu, Shizuoka. La datación por radiocarbono de estos fósiles ha demostrado que pertenecieron a seres humanos que vivieron hace 14.000 a 18.000 años.

## Piedra y herramientas talladas

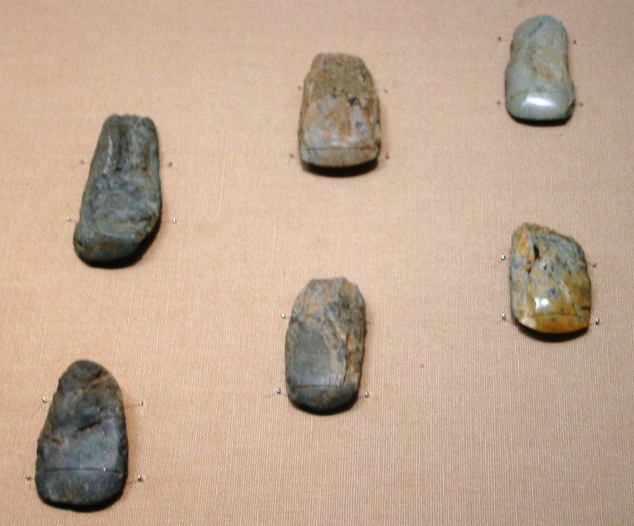
Herramientas de piedra pulida o ejes. Hinatabayashi B site, Shinanomachi, Nagano. Pre-Jōmon (Paleolítico) periodo, 30.000 BC. Museo Nacional de Tokio.

El Paleolítico japonés se considera único en base a que las herramientas de piedra pulida más antiguas de todo el mundo datan de este período, con fecha alrededor del año 30.000 aC, a pesar de que este tipo de herramientas sea una tecnología típicamente asociada con el inicio del Neolítico, en torno al 10.000 aC. No se sabe por qué este tipo de herramientas se crearon tan pronto en Japón, aunque el plazo se asocia con un clima en todo el mundo (30,000-20,000 antes del presente), y las islas puede haber beneficiado especialmente de ella.
Debido a la originalidad de estas invenciones, el período Paleolítico japonés en Japón no coincide exactamente con la definición tradicional de Paleolítico, que está basada en el desarrollo de tecnologías de piedra (herramientas de piedra tallada). Por ende, las herramientas del Paleolítico japonés hasta el año 30.000 aC muestran rasgos correspondientes al Mesolítico y al Neolítico.

## Paleoantropología
Las poblaciones paleolíticas de Japón, así como las poblaciones posteriores Jomon, parecen referirse a un grupo antiguo Paleo - asiático, que ocupó gran parte de Asia antes de la expansión de las poblaciones propias de la gente de hoy en día de China, Corea, Taiwán y Japón.
Características esqueléticas señalan muchas similitudes con otros pueblos aborígenes del continente asiático . Estructuras dentales pertenecen al grupo de Sundadont, distribuidos principalmente en las poblaciones antiguas de Asia Sudoriental ( donde las poblaciones actuales pertenecen al grupo de Sinodont ). Características del cráneo tienden a ser más fuerte, con ojos comparativamente empotradas .
Las poblaciones aborígenes Ainu, hoy confinadas principalmente a la isla norteña de Hokkaido, que parecen ser los descendientes de estas poblaciones paleolíticas, y características de visualización que tienen, en el pasado, han interpretado como caucasoide, pero hoy en día tienden a ser considerado más en general como parte de esa temprana estirpe humana paleolítica .
El análisis genético de las poblaciones de hoy no es clara y tiende a indicar una buena cantidad de mestizaje genético entre las primeras poblaciones de Japón y llegadas tarde ( Cavalli- Sforza ) . Se estima que del 10 al 20% del capital genético de la población japonesa actual deriva de los aborígenes antepasados del Paleolítico - Jōmon, y el resto proviene de las migraciones posteriores del continente, especialmente durante la Yayoi.

## Arqueología del Paleolítico
El estudio del Paleolítico en Japón no se inició hasta una vez concluida la Segunda Guerra Mundial. Debido a la hipótesis previa de que los humanos no vivían en Japón antes de la periodo Jōmon, las excavaciones normalmente se detenían a principios del estrato Jōmon (14.000 aC). Sin embargo, luego de haberse descubierto los primeros yaciminetos paleolíticos de Tadahiro Aizawa, se han encontrado alrededor de 5.000 yacimientos nuevos, algunos de ellos en los sitios arqueológicos existentes Jōmon .
El estudio del Paleolítico japonés se caracteriza por un alto nivel de información estratigráfica debido a la naturaleza volcánica del archipiélago: las grandes erupciones tienden a cubrir las islas con varios niveles de Ceniza volcánica, fáciles de datar y se pueden encontrar en todo el país como una referencia. Una muy importante capa es la AT ( Aira - Tanzawa) pómez, que cubría todo Japón hace unos 21,000-22,000 años .
En el año 2000, la reputación de la arqueología Japonesa fue gravemente afectada por un escándalo que ha llegado a conocerse como: "El Engaño del Paleolítico Japonés" (旧石器捏造事件, Kyū Sekki Netsuzō Jiken) . El periódico Mainichi Shimbun publicó unas fotos en las que Shinichi Fujimura, un arqueólogo aficionado de la prefectura de Miyagi, había plantado artefactos en el sitio Kamitakamori, donde al día siguiente se encontraron "nuevos" artefactos . Este fue expulsado de la Asociación Arqueológica Japonesa "Fujimura" cuando un equipo de investigación reveló que casi todos los artefactos encontrados eran de su fabricación, lo que luego admitió en una entrevista con el periódico.
Desde el descubrimiento del engaño, sólo unos pocos sitios pueden datar tentativamente la actividad humana en Japón a 40.000-50.000 aC. La fecha aceptada para el inicio de la presencia humana en el archipiélago japonés se pueden fechar de forma fiable a 35.000 años aC.
- Datos: Q844172
- Multimedia: Paleolithic in Japan / Q844172